# 탕기
《탕기》(Tanguy)는 프랑스에서 제작된 에티엔 샤틸리에즈 감독의 2001년 블랙 코미디 영화이다. 사빈느 아젬마 등이 주연으로 출연하였고 샤를르 가쏘 등이 제작에 참여하였다.

## 출연

### 주연
- 사빈느 아젬마
- 앙드레 뒤솔리에
- 에릭 베르제

### 조연
- 헬렌 뒥
- 오로르 클레망
- 장 폴 루브
- 안드레 윌름스
- 로저 반 훌

## 기타
- 미술: 스테판 마케돈스키
- 의상: 엘리자베스 타베르니에
- 의상: 라디자 제가이
- 배역: 피에르-자크 베니초우
- 배역: 이사벨 낭티